# Jimmy Neutron’s Atomic Flyer

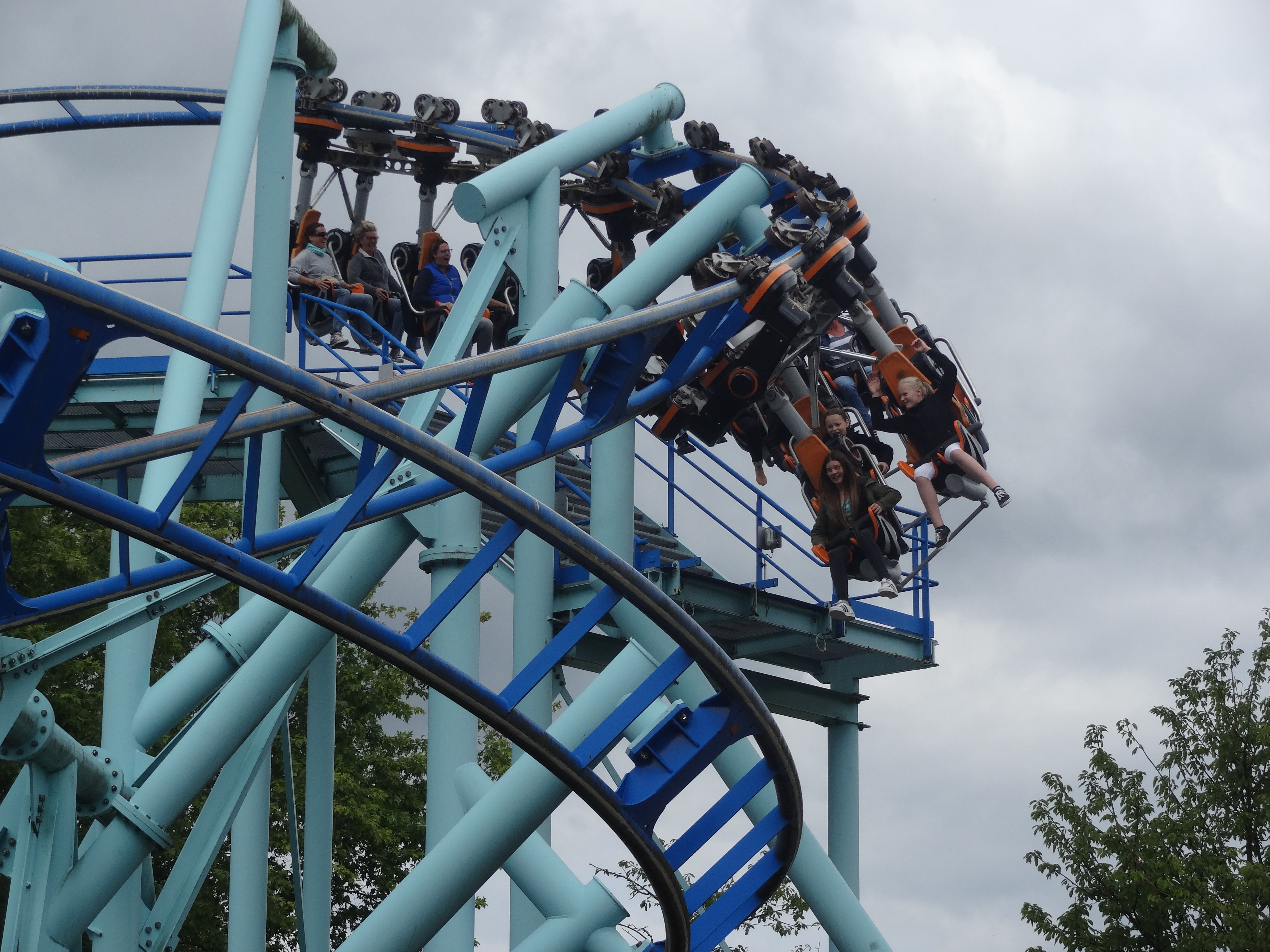
Achterbahn im Betrieb

Jimmy Neutron’s Atomic Flyer ist eine Suspended-Coaster-Familien- und Kinderachterbahn im deutschen Freizeitpark Movie Park Germany im Themenbereich Nickland, die im März 2007 von der niederländischen Firma Vekoma im Rahen der Suspended-Family-Coaster-Baureihe eröffnet wurde. Sie basiert auf der Fernsehserie Jimmy Neutron des Fernsehsender Nickelodeon.

## Aufbau
Die Stahlachterbahn hat eine Länge von 294 Metern und eine Höhe von 13 Metern; auf einen Zug passen jeweils 16 Personen. Sie fährt mit einer Geschwindigkeit von 47 km/h und die Fahrzeit beträgt ca. 48 Sekunden. Der Streckenparcours der Achterbahn ist eher flach gehalten und besteht aus mehreren kurvigen Auf- und Abfahrten. Technisch handelt es sich bei der Anlage um einen Prototyp, da es die erste Auslieferung einer kostengünstigen Zweigurt-Schiene für diesen Achterbahntyp ist.
Die Achterbahnwagen wurden speziell angepasst. So sind die Sitzschalen der Gondeln nach hinten geneigt, so dass die Fahrenden in den Sitz „fallen“ können. Für die nötige Sicherheit sorgt ein hydraulisch gesicherter Schoßbügel. Im Gegensatz anderen üblichen Schulterbügeln ist dieser auf viel Bewegungsfreiheit und eine bequeme Gestaltung der Achterbahnfahrt ausgelegt.

## Voraussetzungen
Die Mindesthöhe der Personen für die Achterbahn beträgt 130 Zentimeter. Zwischen 95 und 130 Zentimetern ist der Eintritt in den Atomic Flyer von Jimmy Neutron nur unter Aufsicht eines Erwachsenen erlaubt.